# Галло, Карлос Роберто
Карлос Роберто Галло (порт. Carlos Roberto Gallo; род. 4 марта 1956, Виньеду, Сан-Паулу) — бразильский футболист, вратарь.

## Карьера
Карлос начал карьеру в клубе «Понте-Прета» в 1974 году. В период в «Понте» Карлос дважды стал серебряным призёром чемпионата штата Сан-Паулу, дважды признавался лучшим голкипером страны и выступал за молодёжную и первую сборную Бразилии, выступив на двух чемпионатах мира, где, правда, на поле не выходил. В 1984 году Карлос перешёл в «Коринтианс», где выступал 4 года. С «Коринтиансом» Карлос выиграл чемпионат Сан-Паулу, а также играл за сборную на чемпионате мира 1986, где бразильцы проиграли в серии пенальти французам. В этой серии мяч, после удара Бруно Беллона попал в перекладину, а затем в спину Карлоса, от которой влетел в ворота. Затем Карлос играл за турецкий «Малатьяспор», «Атлетико Минейро», «Гуарани» (Кампинас), «Палмейрас» и клуб «Португеза Деспортос».
После завершения карьеры игрока, Карлос работал главным тренером клубов «Операрио» и «Кампо-Гранде», а также тренером вратарей в «Понте-Прете» и «Нороэстре».

## Достижения

### Командные
- Чемпион Панамериканских игр: 1975
- Чемпион Предолимпийского турнира по футболу: 1976
- Обладатель Кубка Стэнли Роуза: 1987
- Чемпион штата Сан-Паулу: 1988
- Чемпион штата Минас-Жерайс: 1991

### Личные
- Обладатель Серебряного мяча Бразилии: 1980, 1982